# Červená hora (Góry Kamienne)
Červená hora (746 m n.p.m.) – góra północnych Czechach, w Sudetach Środkowych, w Górach Kamiennych, w paśmie Gór Suchych (cz. Javoří hory).
Wzniesienie położone w Sudetach Środkowych, w Górach Kamiennych, we wschodniej części pasma Gór Suchych, w bocznym grzbieciku, odchodzącym ku południowemu zachodowi od Leszczyńca, przechodzącym przez Červeną horę i Bobří vrch, zakończonym właśnie wierzchołkiem Dlouhý vrch. Červená hora znajduje się kilkadziesiąt metrów od głównego, granicznego grzbietu Gór Suchych. Od masywu Bobřiego vrchu oddziela ją przełęcz U Trojice.
Jest to wzniesienie zbudowane z permskich skał wylewnych - porfirów kwarcowych (trachitów), należących do północno-wschodniego skrzydła niecki śródsudeckiej.
Szczyt porośnięty w lasem świerkowym regla dolnego, miejscami buczyną z domieszką jawora.
Czeska, południowo-zachodnia część masywu znajduje się w Obszarze Chronionego Krajobrazu Broumovsko.
Poniżej szczytu przechodzi granica państwowa z Czechami.

## Turystyka
Poniżej szczytu przechodzi szlak turystyczny:
- zielony – szlak graniczny prowadzący wzdłuż granicy z Tłumaczowa do Przełęczy Okraj

Po czeskiej stronie przez szczyt prowadzi:
- niebieski szlak z Meziměstí do Broumova.